# Latouchia kitabensis
Latouchia kitabensis är en spindelart som först beskrevs av Dmitry Evstratievich Kharitonov 1946.  Latouchia kitabensis ingår i släktet Latouchia och familjen Ctenizidae. Inga underarter finns listade i Catalogue of Life.